# Спасское (усадьба, Воскресенск)
Спасское — дворянская усадьба 1870-х годов, расположенная на берегу Москвы-реки вблизи города Воскресенска Московской области.
Усадьба основана в XVIII веке помещиками Толстыми. В первой половине и середине XIX века она принадлежала высокопоставленному чиновнику Николаю Михайловичу Смирнову (1807—1870) и его жене Александре Осиповне Смирновой-Россет. Летом 1851 года во флигеле усадьбы жил Николай Васильевич Гоголь, работая над вторым томом «Мёртвых душ». В 70-е годы XIX века флигель был надстроен вторым этажом.
В 1871 году владельцем усадьбы стал граф Владимир Орлов-Давыдов, который сразу же приступил к строительству главного дома. Проект двухэтажного деревянного усадебного дома был разработан Робертом Андреевичем Гёдике и внешне был похож на дворцы эпохи Возрождения. Строительные работы были завершены в 1872 году. На сегодняшний день от прежнего здания остались только деревянные оштукатуренные двухэтажные крылья. Центральный корпус, исключая подвалы, выгорел дотла при пожаре 1961 года и был заменен одноэтажным кирпичным строением, не выдерживающим общий архитектурный стиль.
Хозяйственный блок, отделённый от усадьбы парком, был возведён во второй половине XIX столетия. В глубине парка, окружающего усадьбу, находятся «змеиные» ворота, характерный элемент садово-паркового искусства эпохи романтизма, которые ведут на парадный двор. Однопролетные с караульным помещением в одном из устоев, они сложены из дикого необработанного камня и встроены в среднюю, наиболее высокую часть земляной насыпи. Над воротами раньше возвышалась беседка. «Змеиные» ворота — единственное парковое сооружение, которое дожило до наших дней.
Перед Октябрьской социалистической революцией усадьбами Спасское и Кривякино владела княгиня Александра Петровна Ливен (1861—1929), внучка Владимира Петровича. В 1908 году её имение посетили русский живописец Константин Алексеевич Коровин и актёр Василий Иванович Качалов.
В годы Великой Отечественной войны особняк усадьбы был отведен под детский приют для сирот. По окончании войны на территории дворянского гнезда был образован ДОЛ «Пламя». В 2000-е годы усадьба пустовала.
В сентябре 2014 года правительство Московской области сдало усадьбу Спасское в аренду с условием восстановления группе компаний ASG, которая «формирует системный инвестиционный проект сети усадеб в различных регионах России» (Тарасково, Пущино-на-Наре, Зенино).